# Орланду Са
Орланду Са (порт. Orlando Sá, нар. 26 травня 1988, Барселуш) — португальський футболіст, нападник англійського «Редінга». Зіграв один матч за національну збірну Португалії.

## Клубна кар'єра
Народився 26 травня 1988 року в місті Барселуш. Орланду починав свою кар'єру в системі клубу третього португальського дивізіону «Ешпозенді». 2002 року він поповнив більш відому «Брагу». Не маючи змоги пробитись до основної команди, у сезоні 2007/08 Орланду на правах оренди виступав за нижчоліговий клуб «Марія Фонті», після чого повернувся до рідного клубу. 5 січня 2009 року Орланду дебютував за «Брагу» у вищому дивізіоні в матчі проти клубу «Белененсіш». Свій перший гол забив 7 березня того ж року в матчі з командою «Ештрела».
2009 року форвард перебрався до табору «Порту». У сезоні 2009/10 він зіграв всього в двох матчах чемпіонату, але також став володарем Кубка Португалії. Наступний сезон Орланду провів на правах оренди в «Насьоналі», а потім покинув команду.
В останній день літнього трансферного вікна 2011 року Орланду приєднався до англійського «Фулхему» на правах вільного агента. Він мав проблеми з адаптацією в країні, рідко грав. Свій єдиний гол Орланду забив 31 грудня 2011 року в грі з «Норвіч Сіті». Наприкінці сезону 2011/12 він розірвав контракт з «Фулхемом».
30 липня 2012 року Орланду Са приєднався до кіпрського клубу «АЕЛ». У своєму дебютному сезоні за новий клуб він забив п'ять голів у двадцяти матчах. У сезоні 2013/14 Орланду поліпшив свою результативність та довгий час брав участь у гонці бомбардирів кіпрської ліги.
14 лютого 2014 року підписав контракт на три з половиною роки з польською «Легією». Дебютував за нову команду 22 лютого в виграному матчі над Гурником (Забже) (3:0). Всього до кінця сезону зіграв у семи матчах, в яких забив лише один гол і виграв національний чемпіонат. Згодом почав регулярніше грати за команду з Варшави і показувати більшу ефективність біля воріт суперника, забивши за наступний сезон 13 голів у 23 матчах польської першості.
1 липня 2015 року за 1,5 мільйона євро перейшов до англійського «Редінга».

## Виступи за збірні
З 2007 року залучався до складу молодіжної збірної Португалії. На молодіжному рівні зіграв у 6 офіційних матчах, забив 7 голів.
11 лютого 2009 року Орланду дебютував за збірну Португалії в товариському матчі проти національної збірної Фінляндії, вийшовши на заміну на 57-й хвилині замість Уго Алмейди.

## Досягнення
- Чемпіон Польщі (1):

Легія: 2013-14
- Володар Кубка Португалії (1):

Порту: 2009-10
- Володар Кубка Польщі (1):

Легія: 2014-15